# キム・ジス (女優)
キム・ジス（朝: 김 지수、1972年10月24日 - ）は、韓国の女優。イクルエンターテインメント所属。ケウォン芸術高等学校演劇映画科を経て、慶煕大学校演劇映画科を中退。1992年にSBSの第2期公開採用タレントとしてテレビドラマ『女刑事8080』でデビューした。

## 出演作品

### 映画
- チャーミング・ガール（原題『ヨジャ、チョンヘ』〈女、チョンヘ〉、2005年） - 主演：チョンヘ 役[1][6]
- 拍手する時に去れ（2005年） - [1]チョン・ユジョン 役（特別出演）[6]
- ロマンス（2006年） - [1]主演：ユニ 役[6]
- 愛するときに話すこと（2006年） - 主演：ヘラン 役[6]
- ノートに眠った願いごと（原題『カウルロ』〈秋に〉、2006年） - 主演：ソ・ミンジュ 役[6]
- 完璧な他人（2018年） - イェジン 役

### テレビドラマ
- 女刑事8080（1992年、SBS）[1] - 主演[7]
- 熱情時代（1992年、SBS）[1][7]
- はるか遠いソンバ川（1993年、SBS） - [1]イ・オギム中尉 役[7]
- 総合病院（1994年、MBC） - [1]主演：チュ・ギョンヒ 役[7]
- M（1994年、MBC） - キム・ウニ 役[7]
- 最後の恋人（1994年、MBC） - [1]主演：チュヒ 役[7]
- あなたが私を呼ぶとき（1997年、KBS） - [1] 主演：インファ 役[7]
- LOVE サラン（1998年、MBC） - [1]イ・ソジン 役[7]
- ずっと会いたい（1998年 - 1999年、MBC） - [1]チョン・ウンジュ 役[7]
- バッドボーイズ（2000年、MBC） - 主演：イ・サンウン 役
- オンダル王子たち（2000年 - 2001年、MBC） - チュ・チャンミ 役[7]
- 太陽がいっぱい（2000年 - 2001年、KBS） - 主演：パク・チスク 役[7]
- 神話（2001年、SBS） - [1]主演：ユン・ソヨン 役[7]
- 流れる川のように（2002年、SBS） - [1]パク・サンヒ 役[7]
- 太陽の誘惑（2002年、KBS） - [1]主演：ソン・ヒジュ 役[7]
- 初恋（2003年、SBS） - [1]ユン・ソギョン 役[7]
- 英雄時代（2004年 - 2005年、MBC） - [1]パク・ソソン 役[7]
- 太陽の女（2008年、MBC） - [1]主演：シン・ドヨン 役[7]
- 百済の王 クンチョゴワン（2010年 - 2011年、KBS） - [1]主演：プ・ヨファ 役[7]
- ラブ・アゲイン症候群（2012年、JTBC） - 主演：イム・ジヒョン 役[7]
- 温かい一言（2013年 - 2014年、SBS） - [1]主演：ソン・ミギョン 役[7]
- 記憶～愛する人へ～（2016年、tvN） - ソ・ヨンジュ 役[7]
- 花郎（2016年 - 2017年、KBS） - 只召（チソ）太后 役[8]
- 花遊記（ファユギ）（2017年 - 2018年、tvN） - ソ・ユニ（ジャウン） 役
- 輝く星のターミナル（2018年、SBS） - ヤン・ソグン 役
- リセット〜運命をさかのぼる1年〜（2020年、MBC） - イ・シン 役
- ハイクラス（2021年、tvN） - ナム・ジソン 役
- 家いっぱいの愛（2024年、JTBC) - 主演：クム・エヨン 役

## 受賞歴
- 1998年 MBC演技大賞 大賞[4]（『ずっと会いたい』）
- 2005年 第4回大韓民国映画大賞 新人女優賞[4]（『チャーミング・ガール』 - チョンヘ役）
- 2005年 第26回青龍映画賞 新人女優賞[4]（『チャーミング・ガール』 - チョンヘ役）
- 2008年 KBS演技大賞 女性最優秀演技者賞[4]（『太陽の女』 - シン・ドヨン役）